# Ferdinand Pantůček
Ferdinand Pantůček (25. května 1863 Hlinsko – 13. února 1925 Praha) byl český právník a politik.

## Biografie
Ferdinand Pantůček se narodil v Hlinsku 25. května 1863 do rodiny pekaře Viktorina Pantůčka a jeho ženy Marie Pantůčkové rozené Kynclové. V období let 1882–1886 absolvoval českou univerzitu v Praze. Roku 1887 získal titul doktora práv. V roce 1891 studoval ještě na Lipské univerzitě. Potom od roku 1893 do roku 1900 prodělal soudní praxi v Praze. V letech 1898–1906 působil jako rada zemského soudu v Praze, v letech 1906–1918 jako rada Správního soudního dvora ve Vídni. Do funkce ve Správním soudním dvoru ho povolala vláda Ernesta von Koerbera.
Byl aktivní i jako politik mladočeské strany. Ve volbách do Říšské rady roku 1901 se stal poslancem Říšské rady (celostátní parlament), kde reprezentoval městskou kurii, obvod Praha-Nové Město. Rezignaci na mandát oznámil na schůzi 6. března 1906. Pak ho ve vídeňském parlamentu nahradil František Novotný. Ve stejném období zasedal rovněž jako poslanec Českého zemského sněmu. Zde byl zvolen za městskou kurii v obvodu Jičín-Nový Bydžov.
Za první světové války spolupracoval s Maffií. Od roku 1918 do své smrti byl prvním prezidentem Nejvyššího správního soudu Československa, na jehož zřízení se po vzniku republiky podílel, včetně sepsání zákona o zřízení tohoto soudního tělesa, přičemž na rozdíl od rakouského správního soudu do jeho kompetencí zahrnul i některé agendy, které dosud nebyly podrobovány soudnímu přezkumu. Jeho formulační schopnosti a erudici republika využila i při stylizaci některých jiných zákonů. V odborné práci se zaměřoval na správní právo, později na vodní právo. Dodnes je právníky využívána jeho stať Právní vztahy k rybníkům, uveřejněná roku 1915 v časopise Právník.
K jeho 60. narozeninám mu gratuloval i prezident T. G. Masaryk. Zemřel na onemocnění mozku.